# هاري والش
هاري والش هو محامي كندي، ولد في 21 أغسطس 1913، وتوفي في 24 فبراير 2011.